# Фьодор Матисен
Фьодор Андреевич Матисен (на руски: Фёдор Андреевич Матисен) е руски военноморски офицер, хидрограф, изследовател на Арктика. Член на Руското географско дружество и Руската академия на науките.

## Биография

### Произход и младежки години (1872 – 1898)
Роден е на 1 юни 1872 година в Санкт Петербург, Русия. През 1897 завършва Морския кадетски корпус, където учи заедно с Александър Колчак. В периода 1892 – 1894 г., с чин старшина, служи в Балтийския флот. През април 1895 завършва клас за навигационен офицер и става младши навигатор на крайцера „Рюрикови“, който през 1896 става част от Тихоокеанската ескадрила. В Тихия океан работи до 1898 г.

### Експедиционна дейност (1899 – 1903)
През 1899 г. участва в Шпицбергенската полярна експедиция и в руската полярна експедиция на АН (1900 – 1902) под ръководството на Едуард Василиевич Тол, като командир на кораба „Заря“. В началото на експедицията Матисен е старши офицер на „Заря“, а командир е лейтенант Николай Николаевич Коломейцев. По време на първото зимуване на кораба между Матисен и Коломейцев възникват разногласия и ръководителят на експедицията Тол, за да ги потуши, изпраща Коломейцев в пътуване по суша с шейни, за да осигури складове с въглища за кораба, а Матисен е назначен за капитан. В плаването като трети офицер участва бъдещият адмирал от руския флот и ръководител на белоемигрантската армия в Сибир – Александър Колчак.
През зимата на 1900 – 1901 г. Матисен самостоятелно открива в архипелага Норденшелд о-вите Пахтусов (76°40′ с. ш. 95°40′ и. д. / 76.666667° с. ш. 95.666667° и. д., 30 км2) и протока Матисен, отделящ ги от полуостров Таймир. Общо в архипелага Матисен открива около 40 острова и ги групира в четири групи – Вилкицки, Пахтусов, Циволко и Литке.
След освобождаването на кораба от ледовете Матисен превежда кораба до море Лаптеви в района на Новосибирските о-ви. По време на второто зимуване през 1901 – 1902 г., Едуард Тол повежда сухопътна експедиция за търсене на митичната „Земя Санников“ и изчезва безследно. През 1902 г., след гибелта на Тол, Матисен поема ръководството на експедицията и през септември довежда „Заря“ до делтата на Лена, в залива Тикси, където се провежда трето зимуване. На 6 август 1903 г. корабът е пробит от ледовете и потъва, а екипажът, заедно с всички събрани материали и документи се придвижва до Якутск, а след това до Петербург.
Въпреки неудачите и сполетяната я трагедия експедицията допринася за по-точното кратиране на арктическото крайбрежие на Русия (измерени астрономически и са нанесени на карта над 200 нови географски обекта), извършени са важни океанографски изследвания.

### Следващи години (1904 – 1921)
По време на Руско-японската война (1904 – 1905), Матисен е старши навигатор на крайцера „Перлите“, който пътува за остров Цушима, за да помогне на руския флот и участва в битката при Цушима.
През 1910 – 1915 г. се провежда голяма хидрографска експедиция в Северния ледовит океан организирана от него.
След Руската революция през 1917 г. руският флот на практика престава да съществува и Матисен, като много от неговите другари, напуска Русия. За известно време работи в британския флот. През 1919 г., по покана на Александър Колчак, напуска Англия и през Владивосток пристига в Сибир, където през 1920 г. организира и ръководи първата съветска хидрографска експедиция към устията на реките Лена и Оленьок. Изследва залива Тикси (71°40′ с. ш. 129°00′ и. д. / 71.666667° с. ш. 129° и. д.) и доказва пригодността му за строителство на пристанище.
Умира в Иркутск във военна болница на 19 декември (според други източници 23 декември) 1921 година след завръщането си от пътуване до далекоизточна страна, в която има зараза от тиф.

## Памет
Неговото име носят:
- проток Матисен (76°20′ с. ш. 95°27′ и. д. / 76.333333° с. ш. 95.45° и. д.) в Карско море, между о-вите Вилкицки на северозапад и островите Таймир и Нансен на югоизток в архипелага Норденшелд;
- нос Матисен, на остров Подкова в архипелага Норденшелд;
- хребет Матисен (77°51′ с. ш. 17°53′ и. д. / 77.85° с. ш. 17.883333° и. д.) в източната част на остров Западен Шпицберген в архипелага в Шпицберген.

## Трудове
- "Краткий обзор плавания яхты Русской поляр-ной экспедиции „Заря“ в навигацию 1901", Изв. АН, 1902, т. 16, № 5;
- „Экспедиция к устью р. Лены в связи с использованием Северного морского пути“, Иркутск, 1921.